# Claudio Caniggia
Claudio Paul Caniggia Iglesias, né le 9 janvier 1967 à Buenos Aires, est un ancien footballeur international argentin. Surnommé « El Pájaro » (« l'oiseau »), il évoluait au poste d'attaquant ou ailier et possédait une très grande vitesse de course.
Il commence sa carrière en Argentine sous les couleurs de River Plate, avec qui il remporte ses premiers trophées entre 1985 et 1988. Il passe ensuite 6 saisons en Italie où il joue successivement pour Vérone, Bergame et Rome. Son passage dans la Botte est terni par une suspension pour dopage à la cocaïne en 1993. Après sa suspension il passe une saison au Benfica Lisbonne avant de retourner en Argentine, à Boca Juniors, de 1995 à 1999. Il tente un retour à Bergame lors de la saison 1999-2000, avant de se relancer en Écosse avec Dundee Utd. Sa bonne saison à Dundee lui permet d'être recruté par le Rangers FC, avec qui il remporte 5 trophées entre 2001 et 2003. Il termine ensuite sa carrière dans le championnat du Qatar.
Claudio Caniggia compte 50 sélections et 16 buts pour l'équipe d'Argentine, avec laquelle il est notamment finaliste de la Coupe du monde en 1990.

## Carrière

### En club

#### Débuts tonitruants à River Plate (1985-1988)
Arrivé à River Plate en 1985, à 18 ans, Caniggia voit son équipe remporter pour sa première saison le championnat d'Argentine, la Copa Libertadores et sa toute première Coupe intercontinentale.
Il devient titulaire la saison suivante, participe notamment à la victoire en Copa Interamericana en 1987, et s'impose rapidement comme un grand espoir du football argentin.

#### Départ pour l'Italie et passage à Benfica (1988-1995)
En 1988, il signe au Hellas Vérone, en Italie. L'année suivante il explose à l'Atalanta Bergame et enchaine sur plusieurs saisons irrégulières en Europe. Cette période est marquée notamment par une suspension de 13 mois pour dopage à la cocaïne en 1993.
À la fin de cette suspension, il rejoint le Benfica Lisbonne. Caniggia ne dispute que la saison 1994-1995 avec le club lisboète, mais laisse néanmoins une bonne image aux supporters. En plus de ses buts, c'est aussi son carton rouge lors d'un derby tendu contre le rival du Sporting Portugal qui marque son passage dans le championnat portugais.

#### Belles années à Boca Juniors puis retour en Europe (1995-2001)
En 1995, il rentre en Argentine, à Boca Juniors, le grand rival de River, où il inscrit de nombreux buts. Durant cette période, il côtoie notamment Diego Maradona, avec qui il forme un duo redoutable.
En 1999, il décide de revenir en Europe en retournant à l'Atalanta Bergame, club avec lequel il a connu 3 belles saisons quelques années plus tôt.
En manque de temps de jeu en Lombardie, il s'engage ensuite avec le club écossais de Dundee FC en 2000. Il n'y passe qu'une seule saison mais marque les supporters par son talent, au point d'être intronisé dans le Hall of Fame du club quelques années plus tard.

#### Nombreux titres avec les Rangers (2001-2003)
Ses performances avec Dundee attirent l'attention de clubs plus huppés, Caniggia choisit de rejoindre le Rangers FC "pour gagner des titres, pas pour l'argent", car le joueur aurait reçu des offres financièrement bien plus intéressantes d'après les médias britanniques.
Caniggia se fait aimer des suiveurs du club en inscrivant notamment un but en finale de Coupe face au Celtic FC, le rival historique.
Il fait par ailleurs partie des deux seuls joueurs (avec Gabriel Amato) à avoir disputé à la fois le derby de Glasgow — le Old Firm — et celui de Buenos Aires — le Superclásico.

#### Fin au Qatar (2003-2005)
En 2003, il signe au Qatar — pays qui attire de nombreux footballeurs à cette période — en faveur du club de Qatar SC. Il est imité par l'international espagnol Iván de la Peña.
Il remporte avec cette équipe la Coupe du Qatar 2004, laquelle constitue le dernier trophée de sa carrière.
Il dispute ensuite sa dernière saison professionnelle avec l'Al-Arabi SC en 2004-2005.

### En équipe nationale

#### AvecAlfio Basile(1990-1994)
Caniggia forme avec succès un duo d'attaquants en équipe d'Argentine avec Diego Maradona, ami sur le terrain comme dans la vie.
Il s'illustre notamment en marquant un superbe but en huitième de finale de la Coupe du monde 1990 contre le Brésil : Diego Maradona part du milieu de terrain, accélère, transmet le ballon à Caniggia à la limite du hors-jeu qui dribble le portier et marque. Canniggia s'illustre de nouveau en demi-finale contre l'Italie en inscrivant le but de l'égalisation. L'Argentine s'impose aux tirs au but mais Caniggia, qui a récolté un avertissement durant le temps réglementaire pour une main évitable, se voit privé de finale.
Un an plus tard, il remporte avec son compère d'attaque Gabriel Batistuta la Copa América 1991. Lors de la Coupe du monde 1994 aux États-Unis, Caniggia retrouve Batigol. Il inscrit deux buts contre le Nigeria, puis se blesse.
Privée de Caniggia et Maradona, l'Argentine s'incline en 8e de finale face à la Roumanie (3-2).

#### AvecDaniel Passarella(1994-1998)
En revanche, quand Daniel Passarella prend les commandes de la sélection d'Argentine, il décide d'écarter Caniggia du Mondial 1998 à la suite d'un refus de couper ses cheveux longs, tout comme Fernando Redondo. Le coach affirme en effet qu'un joueur aux cheveux longs les remet en place une centaine de fois par match, ce qui nuit gravement à la concentration. Les autres joueurs acceptent globalement les nouvelles consignes, à l'image de Batistuta qui se coupe les cheveux.
La star argentine Diego Maradona commente cet épisode avec finesse : « Et si un joueur a l'habitude de se toucher les couilles, on les lui coupe aussi ? ».
Caniggia nourrit de très gros regrets après cette Coupe du Monde manquée, car il considère avec le recul qu'il était le meilleur du monde à son poste à ce moment-là.

#### AvecMarcelo Bielsa(1999-2002)
Lors de la Coupe du Monde suivante, en 2002, le nouveau sélectionneur est Marcelo Bielsa. Il décide de redonner sa chance à Caniggia, qui brille alors en Écosse. Le joueur participe à sa troisième Coupe du monde mais assiste depuis le banc de touche à l'élimination de son équipe dès le premier tour de la compétition.

## Palmarès

### En club
River Plate :
- Champion d'Argentine en 1986

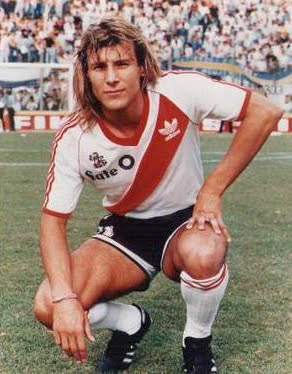
Caniggia sous les couleurs de River Plate en 1987

- Vainqueur de la Copa Libertadores en 1986 (ne joue pas la finale)
- Vainqueur de la Coupe Intercontinentale en 1986
- Vainqueur de la Copa Interamericana en 1987

 Boca Juniors :
- Champion d'Argentine en 1998 et 1999

 Rangers FC :
- Champion d'Écosse en 2003
- Vainqueur de la Coupe d'Écosse en 2002 et 2003
- Vainqueur de la Coupe de la Ligue en 2002 et 2003

 Qatar SC :
- Vainqueur de la Coupe Crown Prince de Qatar en 2004
- Finaliste de la Coupe du Qatar en 2004

### En sélection
Argentine :
- Médaille d'Or aux Jeux sud-américains en 1986[17]
- Finaliste de la Coupe du monde en 1990 (il est suspendu pour la finale).
- Vainqueur de la Copa América en 1991
- Vainqueur de la Coupe des Confédérations en 1992

### Distinction individuelle
- Membre du Hall of Fame de Dundee United depuis 2009[5]